# 项铺镇
项铺镇，是中国安徽省中南部、长江北岸枞阳县下辖的一个乡镇级行政单位。

## 行政区划
项铺镇下辖以下地区：
项金村、龙虎村、柳西村、白石村、边山村和石溪村。